# Maraschino
A maraschino (horvátul: maraskino, olaszul: maraschino), színtelen, száraz, édeskés-savanykás ízvilágú gyümölcslikőr, amelyet maraschino cseresznyéből készítenek, a maggal együtt összezúzva keserű mandula ízt adnak az italnak. A valódi maraschinót legalább három évig érlelik, és alkoholtartalma 32%.
A likör gyártása Dalmáciában, Záraban kezdődött a középkorban. A legrégebbi recept, amely ismert, a 16. századból származik, a város domonkos kolostorának köszönhető.  A 18. század végén a maraschino már nagy hírnevet szerzett, és meghódította a főbb európai piacokat, különösen az angolt. 
A gyártási folyamat hasonló a konyakéhoz. Cukorszirupot adnak a maraschinóhoz, és érlelés után a maraschinót leszűrik. A Maraschino abban különbözik a többi gyümölcslikőrtől, hogy nem gyümölcslé vagy gyümölcskivonat felhasználásával készül.
Az első maraschino gyártás 1821-ben kezdték meg a horvátországi Zadar kikötővárosban. Nyolc évvel később tulajdonosa, Girolamo Luxardo üzletember monopóliumot kapott ennek a likőrnek a gyártására. A második világháború után, amikor Zadar Jugoszlávia része lett, Luxardo leszármazottai új maraschino gyárat alapítottak Padova közelében. Likőrüket ma „Luxardo Maraschino” néven állítják elő, a horvát maraschinót pedig „Original Maraskino from Zadar” néven árusítják.
A maraschinót gyakran használják desszertreceptekben, fagylaltokban, vagy gyümölcssaláták különleges ízesítésére.

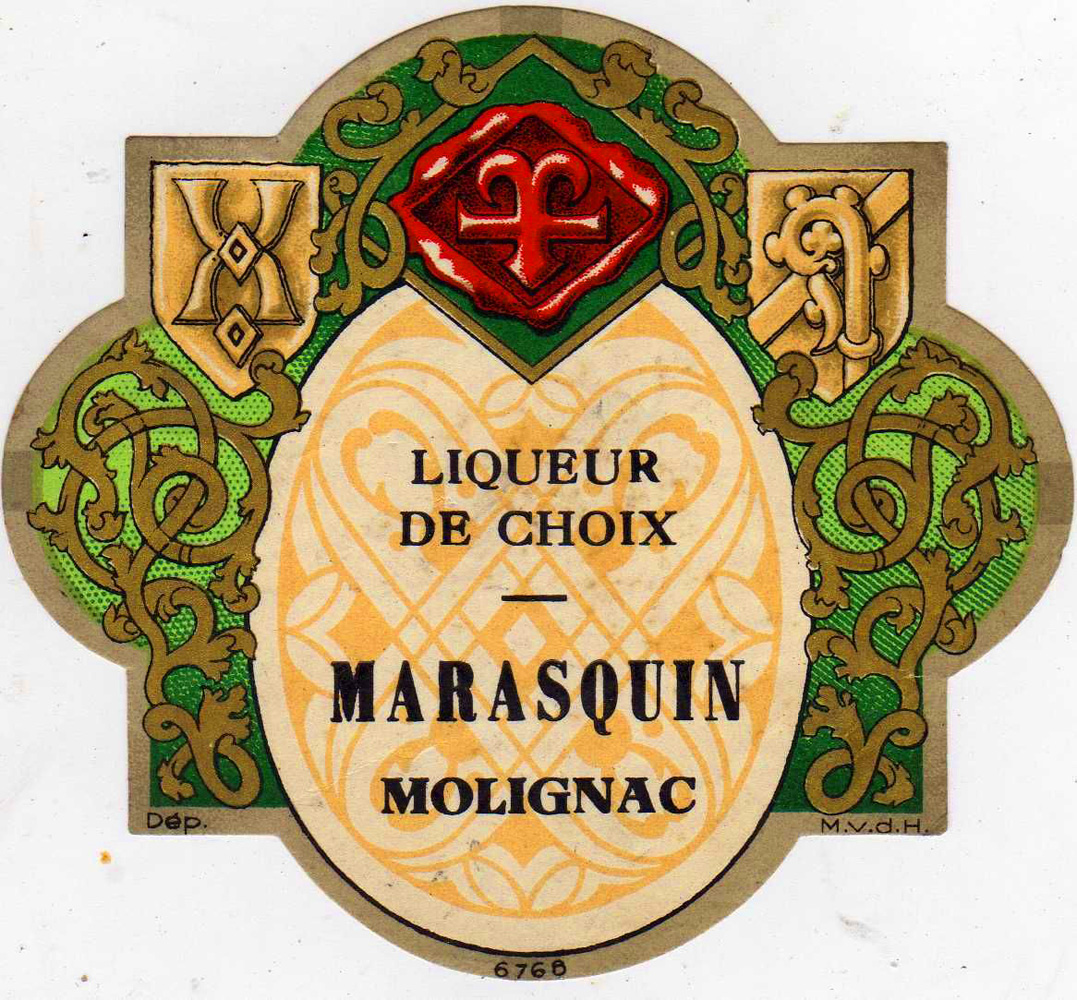
Francia, 19. század közepei maraschino címke